# 昆山中荣工厂爆炸事故
昆山中荣工厂爆炸事故（又称江苏昆山“8·2”爆炸事故、“8·2”昆山市中荣金属制品厂特大爆炸事故等）是2014年8月2日上午7时37分，在位于中国江苏省昆山市昆山经济技术开发区的中荣金属制品有限公司汽车轮毂抛光车间中，发生一起严重的粉尘爆炸事故。此事故当日已造成75人死亡，其中现场死亡44人，抢救途中31人不治死亡；后经统计事故发生后30日内，共有97人死亡、163人受伤（事故30日后，重伤医治无效陆续死亡49人）；截至12月30日，共有146人死亡，114人受伤。

## 事发单位及事故背景
昆山市中荣金属制品有限公司是一家成立于1998年的台资企业，位于昆山经济开发区南河路189号，主要生产电镀铝合金轮毂，是美国通用汽车指定供应商。厂房面积为五万多平方米，约共有450名职工。
事故发生前不久，事发车间开工时间由早上八点提前到七点，工人往往要连续工作11个小时。车间粉尘严重，除尘设备只有鼓风机，缺乏喷雾除尘设备，也没有专人负责除尘，只是每隔几个月不是很忙的时候才让工人到通风管清扫。

## 事故详情
爆炸发生当时车间共有260余人在上班，现场死亡40多人，送医后伤重不治20多人。昆山两家医院已收治伤员近200名。事发时正值周末，因加班可获双倍工资，所以伤亡较大。
事故发生后，厂区宿舍员工以及其他车间员工约过百人进入事发车间搬运死伤的工人，厂区对面工厂的工人随后也前来帮忙。据现场参与抢救的工人回忆，现场抬出来了几十个人。事发现场可以闻到人体烧焦的味道，场面非常惨烈，几乎所有人都来不及想二次爆炸的可能性。大概爆炸发生二十分钟后，消防员来到现场灭火，警察也随后到来。
据昆山市卫生局副局长刘玮表示，现场共收治191位伤者，“大部分伤者的烧伤面积超过90%，伤势最轻的烧伤面积也要超过50%，几乎所有人都是深度烧伤”。

## 事故調查
事故发生当日，爆炸即被确定系铝粉遇明火引起。公安部消防局的一位工作人員稱，爆炸系抛光锅炉爆炸所導致的。事故发生后，该企业的法人代表等5名公司负责人已被警方控制，官方认定这是一起重大安全生产责任事故。
8月4日，国务院江苏苏州昆山市中荣金属制品有限公司8·2特别重大爆炸事故调查组全体会议公布的初步掌握情况显示，“厂房没有按照二类危险品场所进行设计和建设，违规双层设计车间，生产工艺路线过于密集，除尘能力不足，车间内所有电器设备没有按照防爆要求配置，没有清理管道的积尘，造成粉尘浓度超标，遇到火源发生爆炸。另外该厂没有防静电的劳保用品，违反了劳动法规，超时组织作业。”同日，昆山市检察院公布，昆山市安监局危险化学品监督管理科原科长张琦莹、原副科长姚鸣良及张浦镇安全办原主任张卫明因涉嫌受贿罪被立案侦查的消息。
事件发生后，苏州各地已对排查出存在金属粉尘爆炸危险的135家企业，实施停产停业整顿。

## 事故原因
根据事故调查组8月4日初步公布的事故原因，五大问题引发事故：一、厂房没有按二类危险品场所进行设计和建设，违规双层设计建设生产车间，且建筑间距不够；二、生产工艺路线过紧过密；三、除尘设备没有按照规定为每个岗位设计独立的吸尘装置，除尘能力不足，车间内所有电器设备没有按防爆要求配置；四、企业安全生产制度和措施不完善、不落实，没有按照规定每班按时清理管道积尘，从而造成车间粉尘聚集超标，也没有对工人进行安全培训，没有按规定配备阻燃防静电劳保用品，违反劳动法规，超时组织作业；五、当地政府有关领导责任和相关部门监管责任落实不力，问题和隐患长期没有解决。
昆山中荣金属制品有限公司长期存在安全隐患以及损害员工健康的情况，在政府监管部门安检时经常采用减少工作量、半停工、把工人安置在空厂房、提前一晚突击清理清扫清洗等方式蒙混过关，并且该公司和经常来检查的政府安监部门工作人员比较熟悉，会动用一些“公关手段”。
在大的背景方面，政府官员为了税收、GDP政绩等讨好资本家“无操守、无底线”，安全生产监管部门腐败、不尽责，是导致事故隐患存在的行政监管方面的原因。
《中国经营报》发表文章认为，昆山之殇根在工人没有权利，由于制度的原因，工人在资本面前几乎被剥夺了一切对抗手段，现实中存在的工会有名无实，工人不能组建工会来争取权益，包括争取保障生命健康的工作条件。如果不把这些深层次原因揭示出来，并从制度上加以改变，昆山和中荣公司的惨剧必定像此前发生的无数次惨剧一样继续发生。

## 伤员救治
上海瑞金医院已派5名烧伤科专家赶赴现场。一些伤者伤情非常严重，正在全力抢救中。一部分伤者被转往上海、南京、苏州、无锡、常州、南通的医院接受治疗。国家卫生部门调派了50多名专家分赴各医疗点指导抢救工作。
昆山市的几个献血点从上午起接受大批市民的排队献血。

## 案件侦办
涉事企业昆山中荣金属制品有限公司董事长吴基滔、总经理林伯昌、经理吴升宪，因涉嫌重大劳动安全事故罪，于2014年8月7日被昆山市公安局依法刑事拘留。其案件已于2015年2月10日在昆山市人民法院进行第一次公开开庭审理。2016年2月3日，14名被告人分别被判处3年至7年6个月不等的徒刑。

### 官員復出
- 路軍（昆山市委副書記、市政府黨組書記、市長，昆山開發區黨工委副書記、管委會主任）

事故判決書指出：作為昆山市安全生產第一責任人，未認真履行職責，貫徹落實國家有關安全生產法律法規和上級安全生產工作部署要求不力，履行安全生產領導責任不到位，對分管領導及相關職能部門未認真履行職責的問題失察。對事故發生負有主要領導責任，被撤銷黨內職務、撤職處分。但據澎湃新闻2016年3月27日報道，2015年5月中旬起，路军以新的身份（蘇州市對口幫扶銅仁市前方負責人）出現在公開報道中。

## 各方反应

### 中国大陆
中共中央总书记习近平、国务院总理李克强委派国务委员王勇率国务院有关部门负责人紧急赶赴现场，指导事故抢险救援和应急处置工作。
江苏省和苏州市主要领导也赶赴现场指挥处置。江苏省已经成立了以省长李学勇为组长，省委副书记、苏州市委书记石泰峰为常务副组长，副省长史和平、张雷为副组长的昆山“8·2”事故应急处置领导小组，方便开展伤员救治和善后处理工作。
8月2日下午4时30分，昆山市市长路军就爆炸事故主持召开新闻发布会。面对大量记者，路军当场哭泣，现场集体为遇难者默哀。

### 臺灣
海峽交流基金會副董事長兼發言人馬紹章，致電海峽兩岸關係協會表達慰問、關心之意。
8月3日，中国国民党主席马英九、副主席兼秘书长曾永权通过国共两党联系渠道，代表国民党向在爆炸事故中遇难同胞及其家属表达哀悼和慰问，并向受伤者祈福并祝早日康复。
品牌回应
中荣的主要客户美国通用汽车只做了简短回复““中荣是通用汽车的全球供应商戴卡的供应商”。推卸他们的责任。

## 媒体评论
该工厂粉尘严重的问题，实际上在2010年就暴露过，当时还有工人因为粉尘造成了肺病，在场外大门拉了“造成肺病拒不负责，天理难容”的横幅。惨案发生后大陆民间媒体指出：上班时间长（事发在周六清晨七点多），加上忽视安全生产，共同造就了这起伤亡惨重的爆炸案，同时暴露了台企一贯的苛刻、刻薄。苏州工商局曾点名批评台企违法现象严重，加班时间违反劳动法规定。和其他外商投资企业相比，台资企业对大陆法律法规重视不够，也不太适应，造成违法现象集中，违法行为普遍高于欧美日企业。违反劳动法中对延长工作时间的规定的现象较为严重。
评论还指出了中国工人的现状：工资低、强度大、劳动时间长，连最基本的人身安全都无保障。